# Порнографски филм
Порнографски или порно-филмови, су филмови који приказују експлицитне сцене секса између мушкарца и жене (хетеросексуалност), и између истих полова (хомосексуалност). У појединим екстремним случајевима у овим филмовима приказује се и полни однос са животињама. Овакви филмови носе универзалну међународну ознаку XXX која упозорава потенцијалне гледаоце на њихов експлицитни садржај. Процењује се да се у свету годишње сними око 20.000 порнографских филмова, а у Србији петнаестак наслова.

## Историјат
Овај облик филмског изражавања стар је колико и сам филм. Према делу Патрика Робертсона „Филмска факта“, најранији порнографски филм, за који се са сигурношћу може рећи када је снимљен, јесте — француски A l'Ecu d'Or ou la bonne auberge из 1908. године. Радња филма описује уморног војника који долази на рандеву са девојком која ради као келнерица у једној крчми. A l'Ecu d'Or је заправо назив једног познатог ресторана у Француској, а наслов филма као да гледаоцу поставља питање: куд бисте радије отишли у A l'Ecu d'Or или у једну добру гостионицу (крчму) у коју се запутио наш главни јунак? Аргентински филм El Satario могао би бити и старији; вероватно је снимљен негде између 1907. и 1912. године. Робертсон бележи да су најстарији сачувани порнографски филмови у Америци садржани у тзв. Кинслијевој колекцији. Један филм сведочи о томе колико давно су успостављени порнографски клишеи. Немачки филм Am Abend (1910) је, како Робертсон пише, десетоминутни филм који почиње приказом жене која мастурбира сама у спаваћој соби, и наставља се сценом у којој она са још једним мушкарцем упражњава фелацио, вагинални и анални секс.
Званично, први домаћи порно-филм је „Оаза“, снимљен је 1985. године.

## Радња
Дијалози су углавном сведени на минимум и у функцији су сексуалног односа. Предигра започиње обостраним исказивањем жеље за којом следе фелацио и кунилингус (понекад и истовремено у пози познатој под називом 69). После предигре следи сексуални однос чији актери, због потребе атрактивности филма, за разлику од интимног сексуалног односа, често мењају позе водећи љубав на најразличитијим могућим местима. Сексуални однос увек се завршава мушком ејакулацијом по телу жене. Од интензитета мушке ејакулације у великој мери зависи и веродостојност филма зато што се ради о једном од ретких физичких манифестација сексуалног врхунца који се не могу одглумити, не само на филму него и у стварном животу. Насупрот мушком оргазму, оргазам глумице много је теже забележити на филмској траци због чега она свој сексуални врхунац дочарава интензивним покретима тела и снажним уздасима.

## Сврха
Порно-филмови су конципирани тако да имају за циљ да ослободе машту, никако да изазову фрустрацију код гледаоца. Све мора изгледати једноставно и природно узимајући у обзир машту оног који такве филмове гледа. Међутим, с обзиром на све већу потиснуту сексуалност у друштву, порно-филмови добијају потпуно нови значај. Они постају замена за телесни контакт и полни однос са супротним полом. Све већи број људи даје предност узбуђењу које им пружају ови филмови у односу на узбуђење које могу осетити приликом стварног сексуалног односа. Стога, ови филмови, уместо да допринесу сексуалном образовању и ослобађању појединца све више имају сасвим супротно дејство.
Модерна психологија сматра да је гледање оваквих филмова у периоду пубертета, када се јавља интересовање за супротни пол и формирају сексуални афинитети, психолошки здраво под одређеним условима. Међутим, све је више оваквих филмова који пропагирају изопачене сексуалне склоности које се не могу уврстити чак ни у перверзије (по Фројдовој дефиницији) као што су педофилија, некрофилија, содомија, копрофилија и др. због чега је њихова педагошка функција знатно умањена.
То може довести до развијања склоности, нарочито међу млађом публиком, за претерано мачистичку визију сексуалности. То је у новије време довело до појаве таквих аутора попут Летиције или Ларса фон Трира, који промовишу Х филмове у којима глумице стављају у обрнуту улогу.

## Порно-филм као индустрија
Према речима Чака Трејнорса (Chuck Trainors), продуцента порно-филмова и мужа порно-звезде Линде Лавлејс (Linda Lovelace) до почетка седамдесетих година у Калифорнији као најлибералнијој држави САД, порно-филмови су снимани филмском камером на филму као медију. Филмови су се буквално продавали из пртљажника аутомобила и релативно мали број људи је у томе учествовао. А онда је Чак Трејнорс за четири дана и 1200 долара продуцирао филм „Дубоко грло“, први порно-филм који се давао у биоскопским дворанама. За непуних месец дана он је донео првих милион долара. За неколико месеци на „терену“ се појавила и мафија која је лепо и легално исплатила све ситне произвођаче порно-филмова и од тада порно-индустрија постаје велики бизнис који се са појавом Интернета и других „носилаца информација“ пренео и на те друге медије. Када су Линду питали како је технички одглумила не баш лаку улогу, њен одговор је био да је ишла на курсеве код гутача мачева.
Центар порно-индустрије, због јефтиних трошкова снимања и велике понуде глумица се пре више година преселио у Будимпешту. Сви тренутно најпознатији порно-глумци снимају у Мађарској.

## Порно у кућној радионици
Напретком технологије и падом цена потребне опреме за снимање филма све је чешћи случај снимања филмова „у кућној радионици“. Први такав филм - своју прву брачну ноћ је снимила Тоња Хардинг, олимпијска победница, репрезентативка САД а касније и професионална клизачица. Тоња Хардинг је свој филм продавала за 25 долара у енормном, непознатом броју примерака. Њеним примером су пошли и други, Памела Андерсон је снимила филм на свом свадбеном путовању, а затим је наследница ланца хотела „Хилтон“ Парис Хилтон такође снимила такав филм који је у јавност пуштен под двосмисленим називом „Једна ноћ у Паризу“ (на ен. "One night in Paris"). Наравно пре или после такав филм „случајно“ изађе на тржиште и „звезда“ таквог филма постаје изузетно популарна и о њој се прича. Недавно је и филм хрватске певачице Северине Вучковић био предмет великог интересовања и дискусије. Таквих случајева је било и у Србији у којој је, поред већ наведеног филма са Северином, велику пажњу јавности изазвао и филм из кућне радиности у којем се појављује позната ТВ водитељка и ЛОТО девојка Сузана Манчић.

## Порно-филм као „одскочна даска"
Неки глумци су почели као глумци у порно-филмовима. Чак и неки веома познати глумци. Мерилин Монро се прво сликала за први број Плејбоја па је тек онда кренула стопама филма. Барбра Страјсенд је прво снимила веома експлицитне сцене да би касније постала позната. Силвестер Сталоне је такође своју филмску каријеру започео као порно-глумац.
На исти начин, у свет филма пробиле су се и познате порно-глумице, Трејси Лордс која је поред Џонија Депа дебитовала у филму Плачљивко и Хедер Грејам која је играла са познатим холивудским звездама Вилијамом Хартом у филму Изгубљени у свемиру  и Бертом Рејнолдсом у филму Ноћи бугија.

## Уметнички филмови на граници порнографије
Постоје веома квалитетни филмови на самој граници порнографије. У њима често играју познати глумци/глумице. Један од првих таквих филмова је био јапански филм „Царство чула“ чија уметничка вредност није за дискусију а обилује сценама тврде порнографије. Овај тренд настављен је и у француској кинематографији са филмовима „Романса X" и „Кресни ме“ у којима се појављују прави порно-глумци и глумице. У филму „Романса X" појављује се чувена мушка порно-звезда Роко Сифреди док се у филму „Кресни ме“ појављују мање познате женске порно-звезде.